# Фурт-бай-Гётвайг
Фурт-бай-Гётвайг (нем. Furth bei Göttweig) — ярмарочная коммуна (Marktgemeinde) в Австрии, в федеральной земле Нижняя Австрия.
Входит в состав округа Кремс (Ланд). Население — около 3,0 тыс. человек. Занимает площадь 12,37 км². Официальный код — 31309.

## Политическая ситуация
Бургомистр коммуны — Марта Лёффлер (АНП) по результатам выборов 2005 года.
Совет представителей коммуны (нем. Gemeinderat) состоит из 21 места.
- АНП занимает 13 мест.
- СДПА занимает 8 мест.